# 奥兰多国际机场
奧蘭多國際機場（英語：Orlando International Airport），位於美國佛羅里達州橙郡奧蘭多市中心東南方10公里處，是全佛州最繁忙的機場。
奧蘭多機場是穿越航空的次要樞紐機場及西南航空、捷藍航空的重點機場。雖然穿越航空的的主要樞紐機場是喬治亞州亞特蘭大市的哈茨菲爾德－傑克遜亞特蘭大國際機場，但公司的總部及營運中心仍位於奧蘭多機場。就總旅客數而言，西南航空是奧蘭多機場最大的航空公司，在2006年機場五分之一的旅客選擇搭乘西南航空。
2008年，奧蘭多國際機場總共有35,622,252的旅客，是世界上排名第22繁忙的機場。它是佛罗里达州最大及最繁忙的國際機場，排名在邁阿密國際機場及劳德代尔堡－好莱坞国际机场之前。

## 设施

### 航站楼
奥兰多国际机场共有3个航站楼。

#### 北侧综合体
北侧的航站楼综合体设有一个被分为北侧和南侧的主楼，和四个通过APM连接的卫星楼，共有93个登机口。
- A航厦位于主楼的北半侧，设有APM连接空侧大堂1（1-29号闸口）和2（100-129号闸口）[5]
- B航厦位于主楼的南半侧，设有APM连接空侧大堂3（30-59号闸口）和4（70-99号闸口）[5]

北航站楼综合体内侧的东半边设有凯悦酒店。大堂位于4层，而5层以上则为客房。机场设有供等待航班的客人使用的宽敞大堂区、会议空间、几家酒吧和两家餐厅，其中一家位于航站楼顶层的招牌餐厅可俯瞰机场设施和跑道

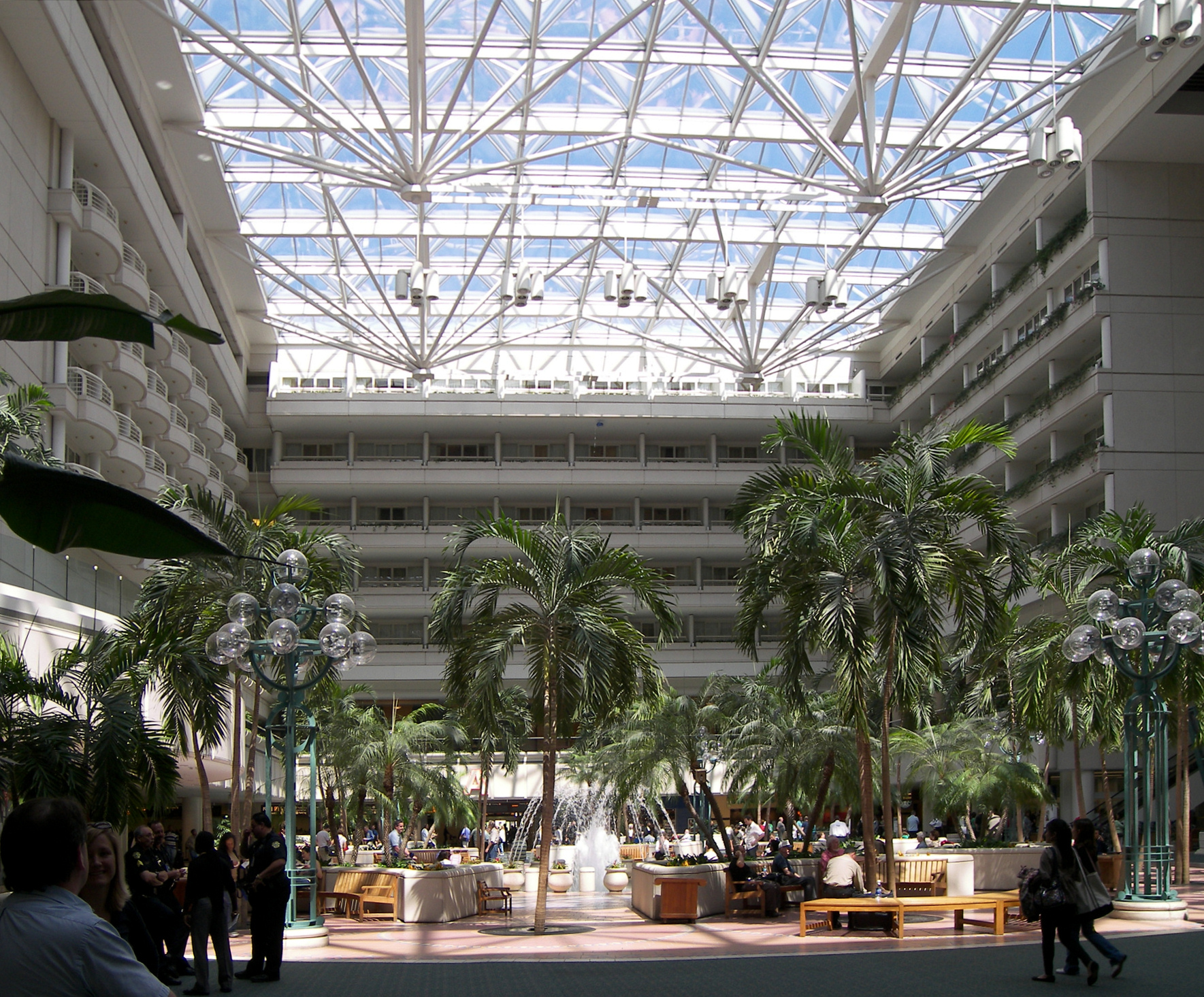
中庭和凯悦酒店
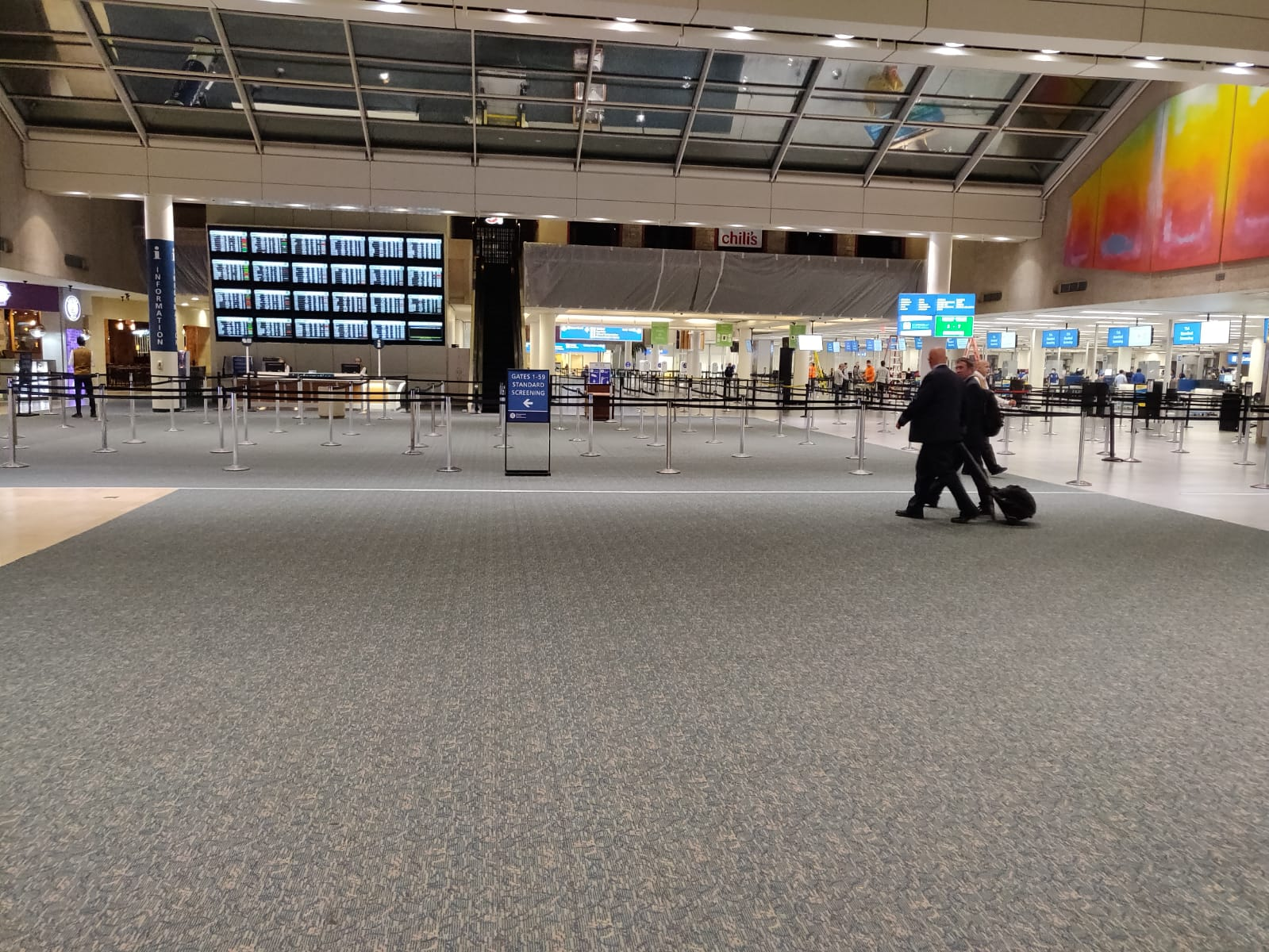
A航厦大堂
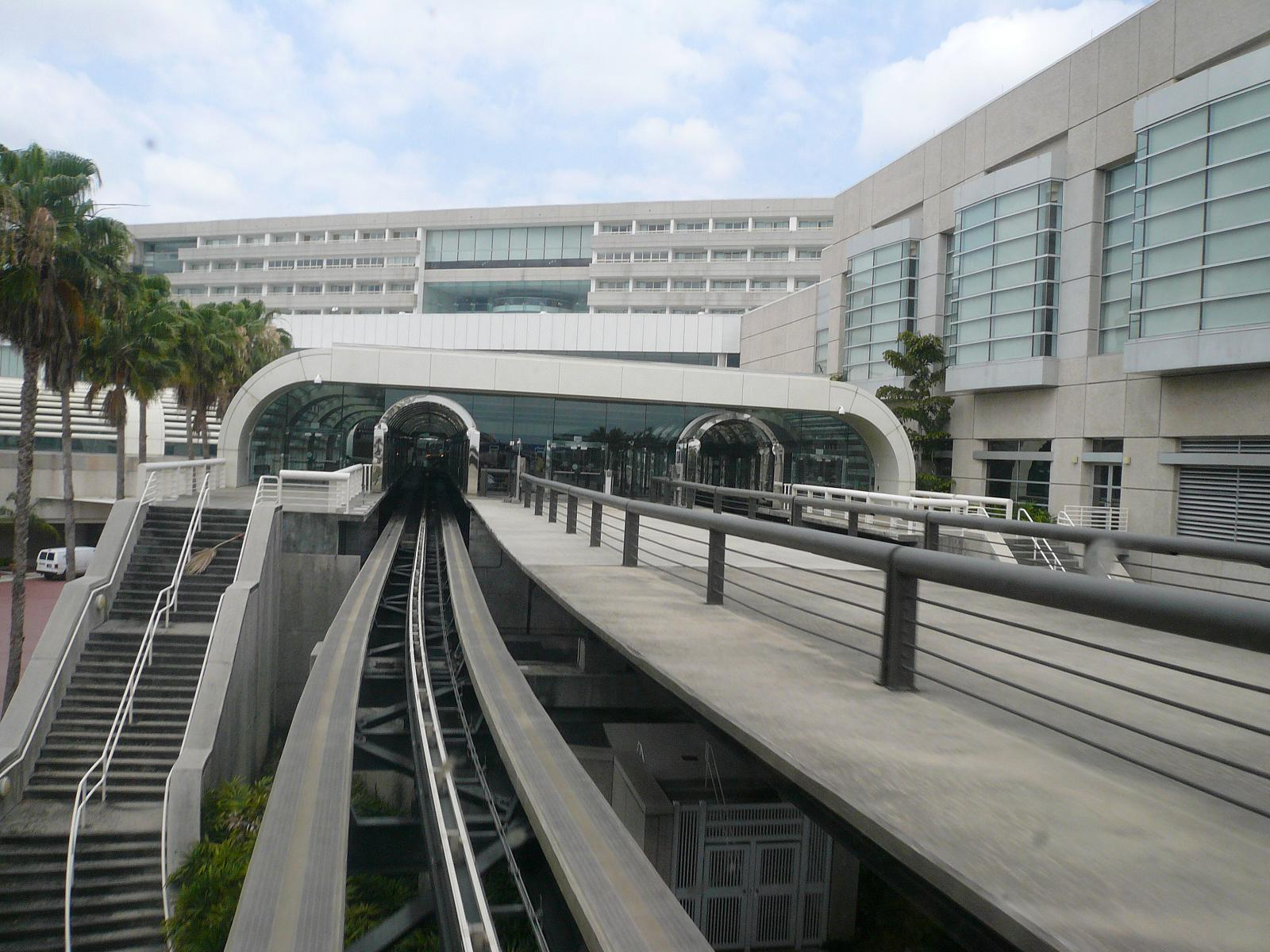
APM系统
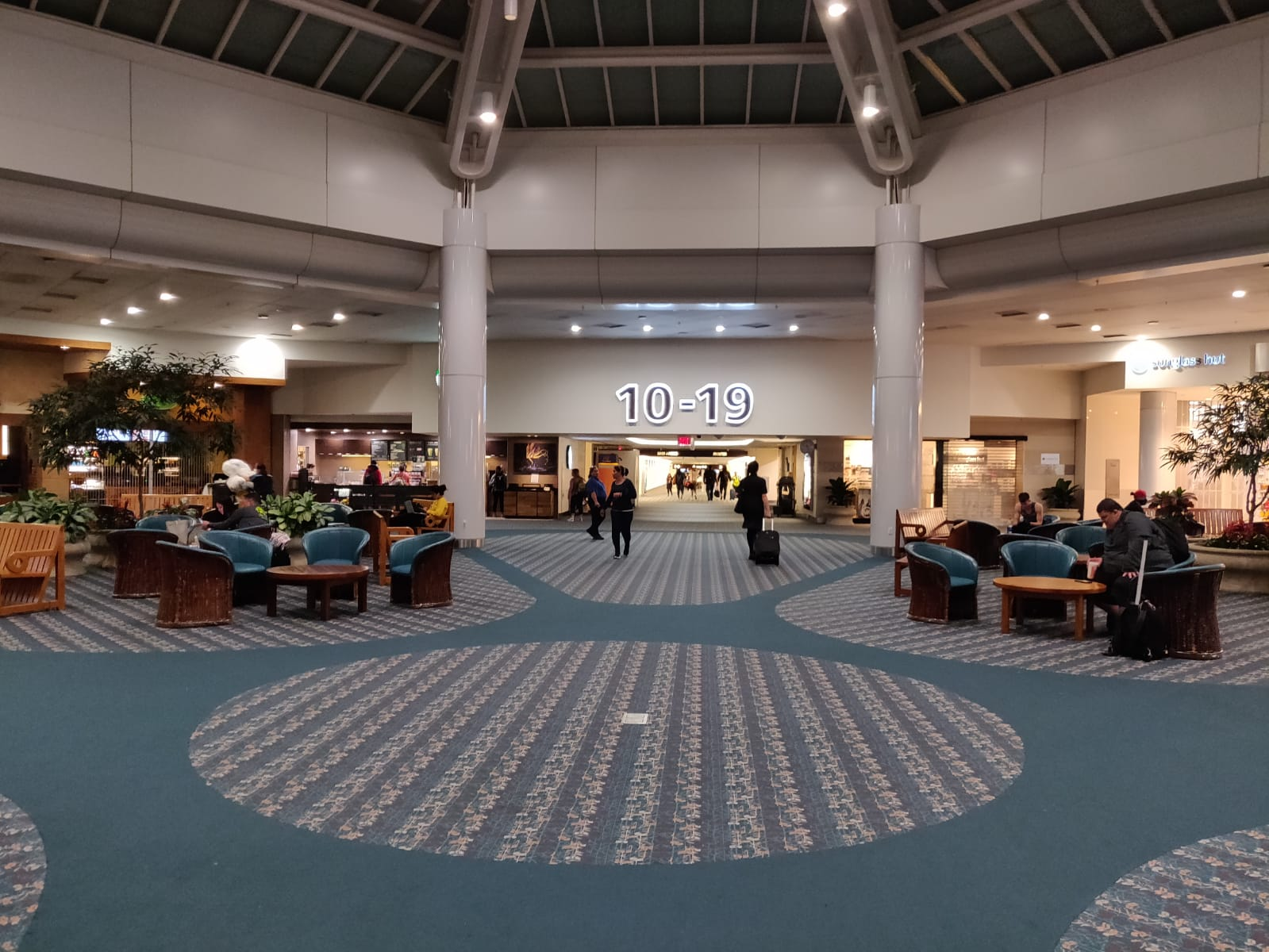
空侧大堂1

#### 南侧综合体
C航厦，又被称为南航站楼综合体，和北侧综合体通过陆侧的APM连接。C航站楼主要承担非美国航司的国际航班和捷蓝航空的航班，设有登机闸口230-245。
C航厦通过人行步道和聯運中心连接。

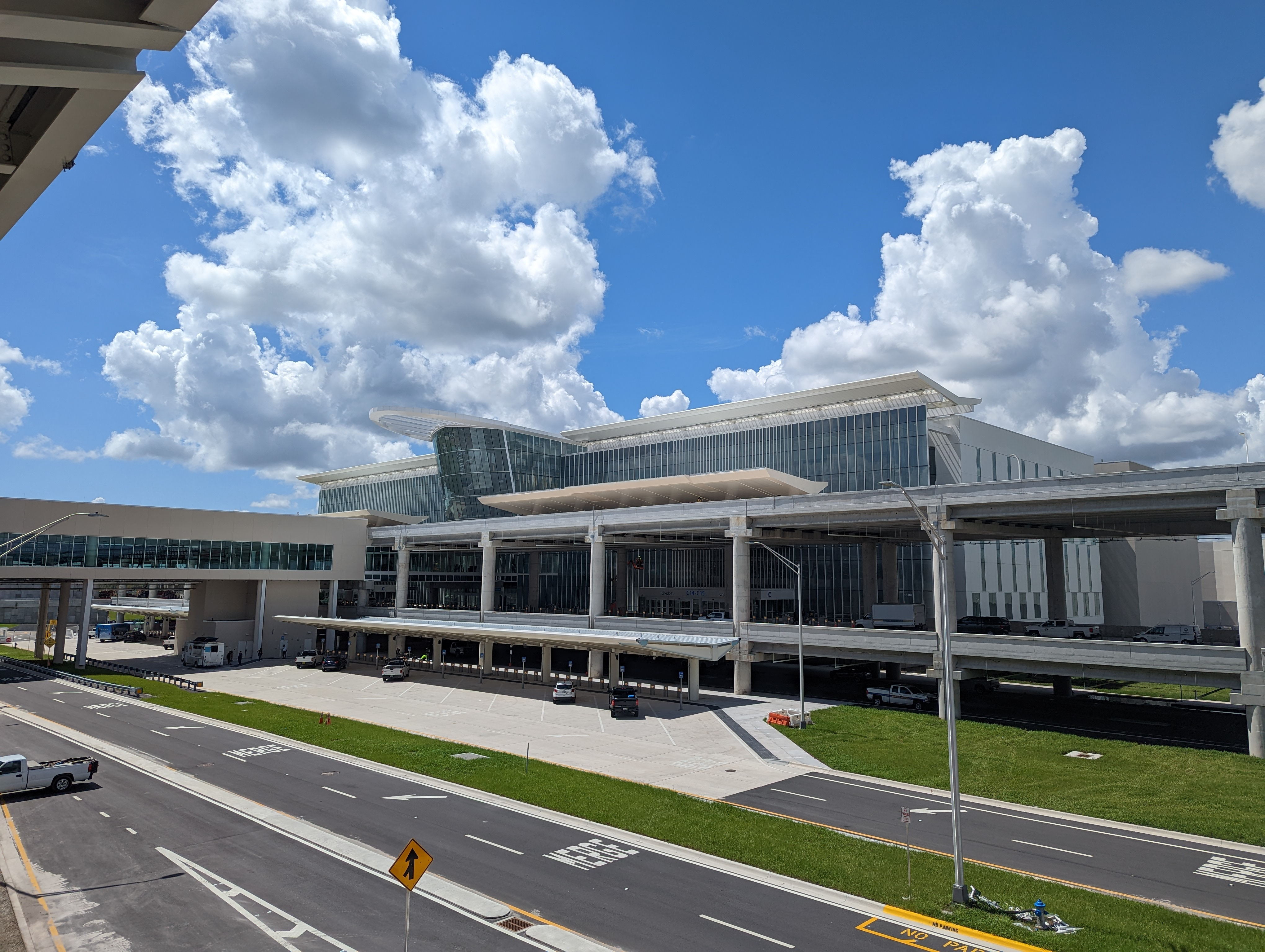
C航站楼
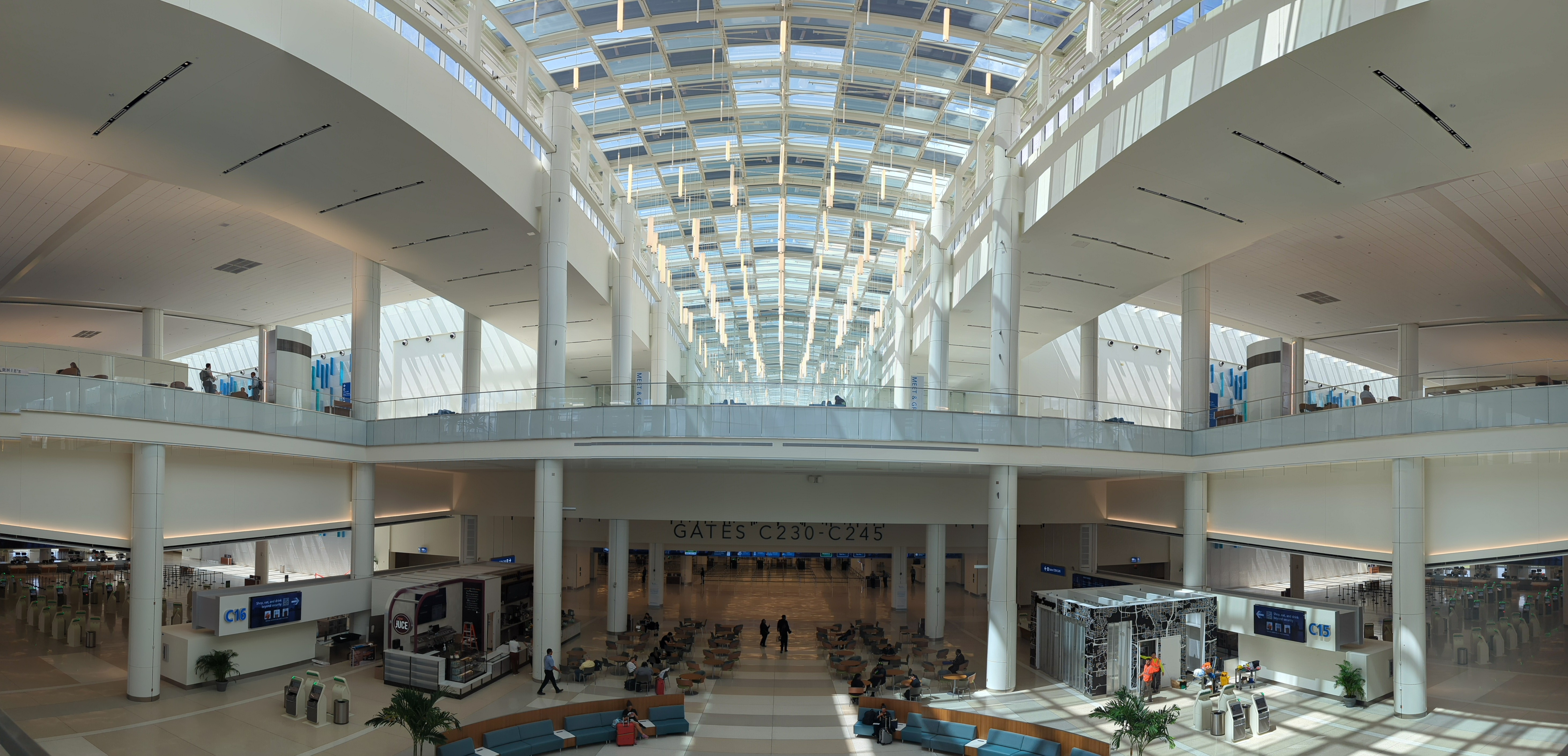
出发区中庭
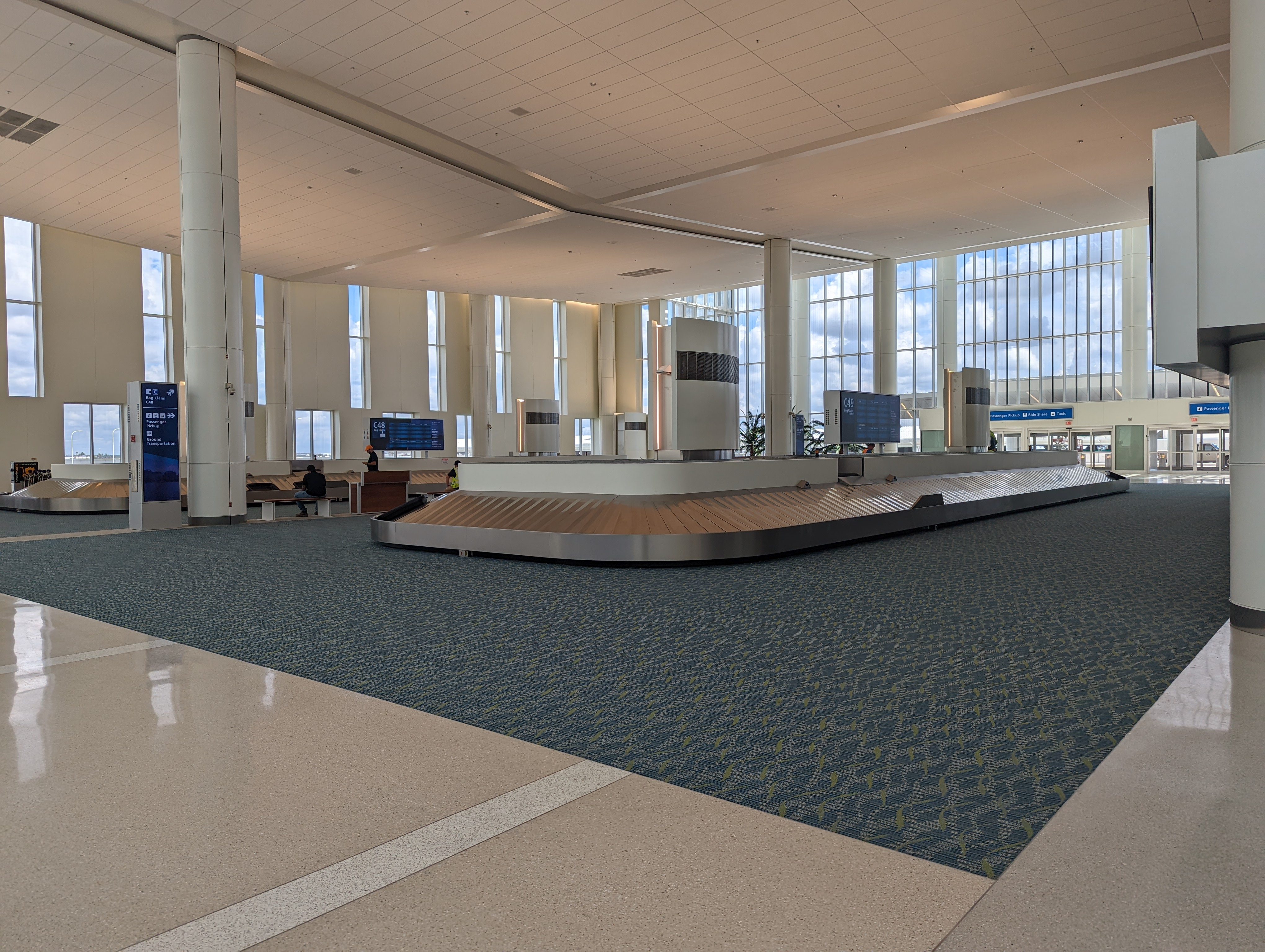
行李提取
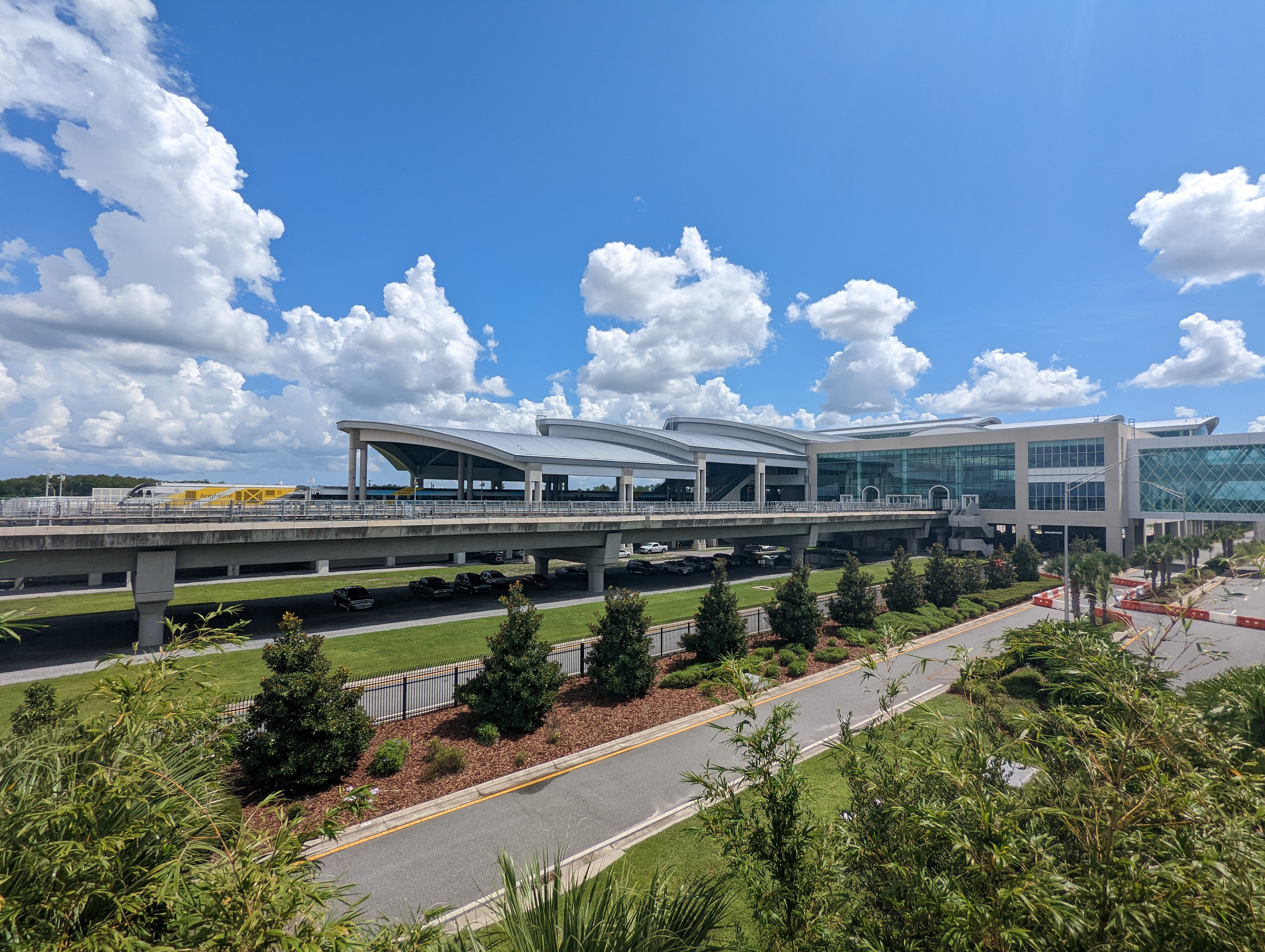
聯運中心